# Muchtadir Aidinbekow

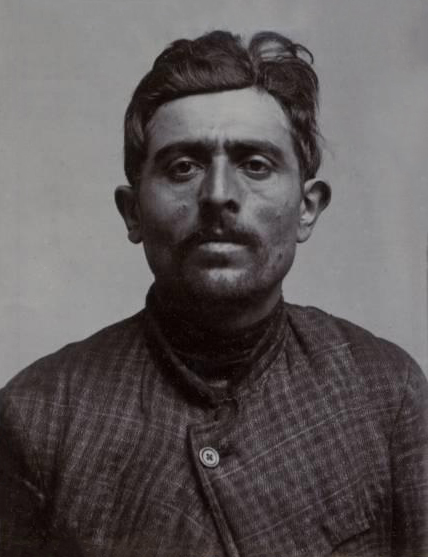
Muchtadir Aidinbekow (1912)

Muchtadir Aidinbekow (russisch Мухтадир Айдинбеков; auch: Abdul Muchtadir Aidinbek oglu; * 1884 in Achty, Dagestan; † 1918 in Quba) war ein russischer bolschewistischer Aktivist im Russischen Bürgerkrieg in Dagestan und Aserbaidschan.

## Leben
Aidinbekow entstammte der Familie eines armen Bauern. Er trat 1904 der Sozialdemokratischen Arbeiterpartei Russlands (SDAPR) bei. Ab 1898 war er als Arbeiter auf den Ölfeldern von Baku beschäftigt. Er beteiligte sich aktiv an der Arbeit der sozialdemokratischen Gruppe Hümmət (russ. Гуммет, dt. „Energie“) und der Gewerkschaft der Ölarbeiter. 1906 war er aktiv an der Gründung der sozialdemokratischen Gruppe Faruk (russ. Фарук) beteiligt. 
Aidinbekow wurde von den zaristischen Behörden verfolgt. Im Jahr 1908 wurde er in Baku verhaftet und für drei Jahre in das Gouvernement Archangelsk verbannt. Im März 1912 wurde er erneut verhaftet.
Im Juni 1917 wurde Aidinbekow Mitglied des Bakuer Komitees der SDAPR (Bolschewiki), im Oktober desselben Jahres Deputierter des Bakuer Sowjets. 1918 leistete er revolutionäre Arbeit im südlichen Dagestan. Im Herbst desselben Jahres wurde er von Mussawatisten gefangen genommen und getötet.

## Ehrungen
- Nach Aidinbekow ist der Ort Müqtədir (russ. Мухтадир) im Nordosten Aserbaidschans benannt.
- In seinem Heimatort Achty befindet sich eine Büste zu Ehren Aidinbekows.
- In Baku war zu Sowjetzeiten eine Straße nach ihm benannt (heute: Səid Rüstəmov küçəsi).